# T-23
El T-23 va ser un prototip d'una tanqueta desenvolupada a la Unió Soviètica durant el període d'entreguerres. Estava armat amb una ametralladora de 7,62 DT. Nomes es van produir 5 exemples del vehicle.